# Hejing (meteoryt)
Hejing – meteoryt żelazny, znaleziony w 1965 roku w regionie autonomicznym  Sinciang w Chinach. Meteoryt Hejing jest trzecim z ośmiu meteorytów znalezionych w Sinciangu. 